# مايكروسوفت أوفيس 2021
مايكروسوفت أوفيس 2021 (بالإنجليزية: Microsoft Office 2021)‏ هو إصدار من مجموعة تطبيقات مايكروسوفت أوفيس لأنظمة تشغيل مايكروسوفت ويندوز وماك أو إس. إنه خليفة مايكروسوفت أوفيس 2019، وتم إصداره في 5 أكتوبر 2021، جنبًا إلى جنب مع ويندوز 11.

## التطوير
تتضمن تحديثات مجموعات المكتب دعمًا أفضل لتنسيق ملف أواسيس أوبن ديكيومنت. يضيف تحديث الإصدار ميزات إلى وظيفة إل إي تي، ولديه بحث أفضل عن وظيفة إكس ماتش، والمصفوفات الديناميكية، و إكس لوك أب. يعزز يعزز الحبر للترجمة في مايكروسوفت آوتلوك ومايكروسوفت باوربوينت.

## وصلات خارجية
- الموقع الرسمي